# Siêu cửa hàng

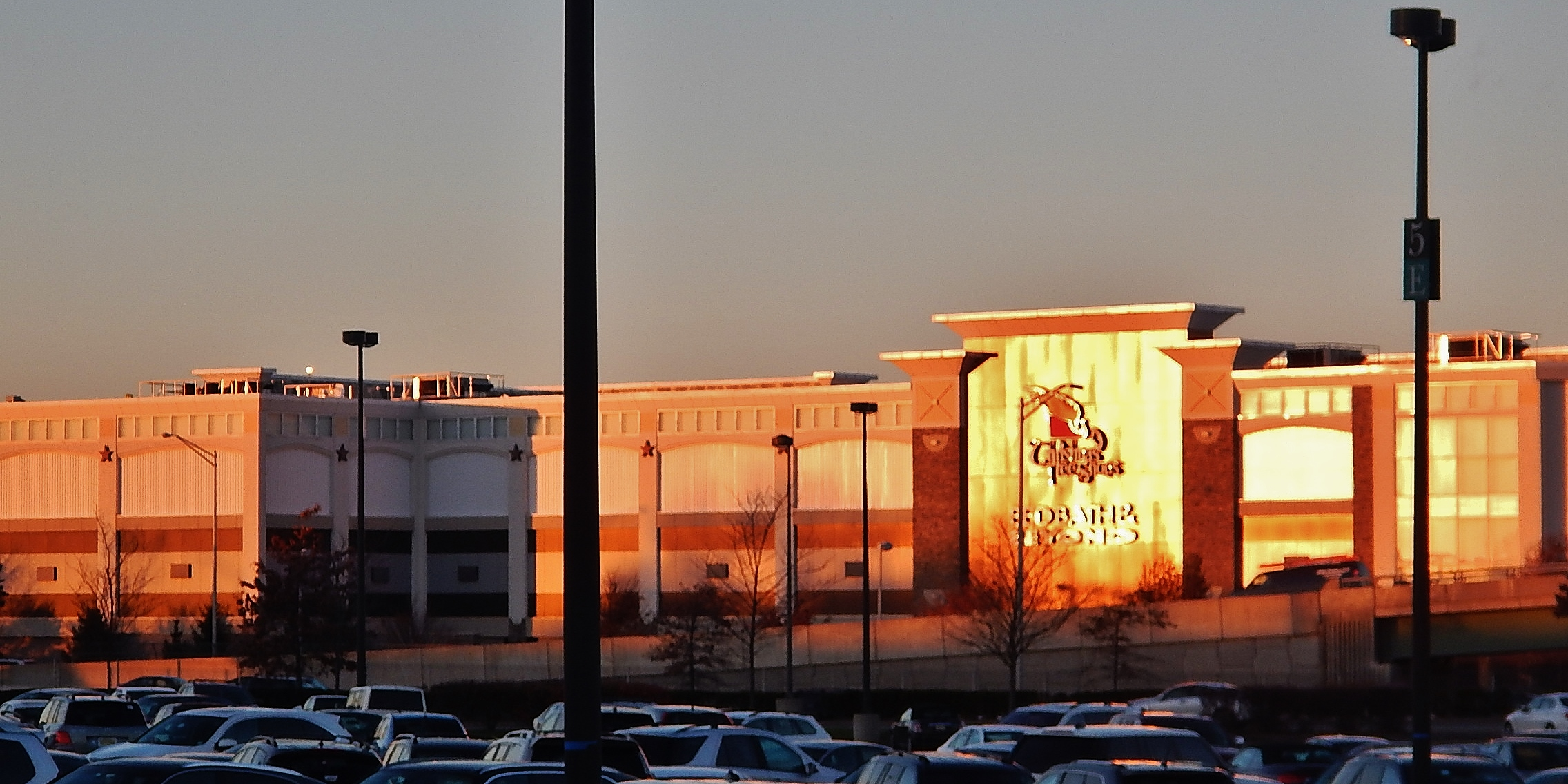
Một trung tâm mua sắm lớn ở Paramus, New Jersey, bao gồm IKEA (không có hình), cửa hàng Christmas Tree Stores và cửa hàng Bed Bath & Beyond. Nó nằm đối diện với trung tâm mua sắm Westfield Garden State Plaza.

Một cửa hàng lớn (còn siêu trung tâm, siêu cửa hàng, hoặc cửa hàng siêu lớn) là một cơ sở bán lẻ vật lý lớn, thường là một phần của một chuỗi các cửa hàng. Thuật ngữ đôi khi cũng đề cập đến, bởi phần mở rộng, cho công ty vận hành cửa hàng. Cửa hàng có thể bán hàng khô nói chung, trong trường hợp đó là cửa hàng bách hóa hoặc có thể giới hạn ở một chuyên ngành cụ thể (các cơ sở đó thường được gọi là " sát thủ danh mục ") hoặc cũng có thể bán hàng tạp hóa, trong trường hợp đó là một số quốc gia (chủ yếu ở Châu Âu) sử dụng thuật ngữ đại siêu thị.
Các đặc điểm kiến trúc tiêu biểu bao gồm:
- Cấu trúc sàn lớn, đứng tự do, hình khối, thường được xây dựng trên một tấm bê tông. Các mái nhà bằng phẳng và trần nhà thường được làm bằng thép, và các bức tường là khối bê tông được ốp bằng kim loại hoặc xây bằng gạch.
- Cấu trúc thường nằm ở giữa một bãi đậu xe lớn, được lát gạch. Nó có nghĩa là được truy cập bằng xe, chứ không phải bởi người đi bộ.[1]
- Không gian sàn lớn hơn nhiều lần so với các nhà bán lẻ truyền thống trong lĩnh vực này, cung cấp một lượng lớn hàng hóa; ở Bắc Mỹ, thường là hơn 50.000 feet vuông (4650 m 2), đôi khi đạt tới 200.000 feet vuông (18.600 m 2), mặc dù khác nhau tùy theo ngành và thị trường. Ở các quốc gia nơi không gian ở đắt đỏ, chẳng hạn như Vương quốc Anh, các con số liên quan nhỏ hơn và các cửa hàng có nhiều khả năng có hai hoặc nhiều tầng.

Về mặt thương mại, các cửa hàng lớn có thể được chia thành hai loại: hàng hóa phổ thông (ví dụ bao gồm Walmart, Kmart và Target) và các cửa hàng chuyên biệt (như Home Depot, Barnes &amp; Noble hoặc Best Buy) chuyên về hàng hóa trong một loại cụ thể phạm vi, chẳng hạn như phần cứng, sách hoặc điện tử tiêu dùng tương ứng. Vào cuối thế kỷ 20 và đầu thế kỷ 21, nhiều nhà bán lẻ truyền thống như Tesco và Praktiker đã mở các cửa hàng ở dạng cửa hàng lớn trong nỗ lực cạnh tranh với các chuỗi cửa hàng lớn đang mở rộng ra quốc tế khi thị trường nhà của họ đạt đến độ chín.

## Sự chỉ trích

### Lao động
Sự phát triển của cửa hàng lớn đôi khi đã bị các công đoàn lao động phản đối vì nhân viên của các cửa hàng như vậy thường không được thành lập công đoàn. Các công đoàn như Công nhân Thực phẩm và Thương mại Thống nhất Địa phương 770 và Ủy ban Quản lý Lao động Chung của Ngành Bán lẻ Thực phẩm đã bày tỏ mối quan tâm về thị trường tạp hóa vì các cửa hàng như Kmart, Target và Walmart hiện đang bán tạp hóa. Các hiệp hội và thành phố đang cố gắng sử dụng pháp lệnh sử dụng đất để hạn chế các doanh nghiệp này.

### Quy hoạch đô thị

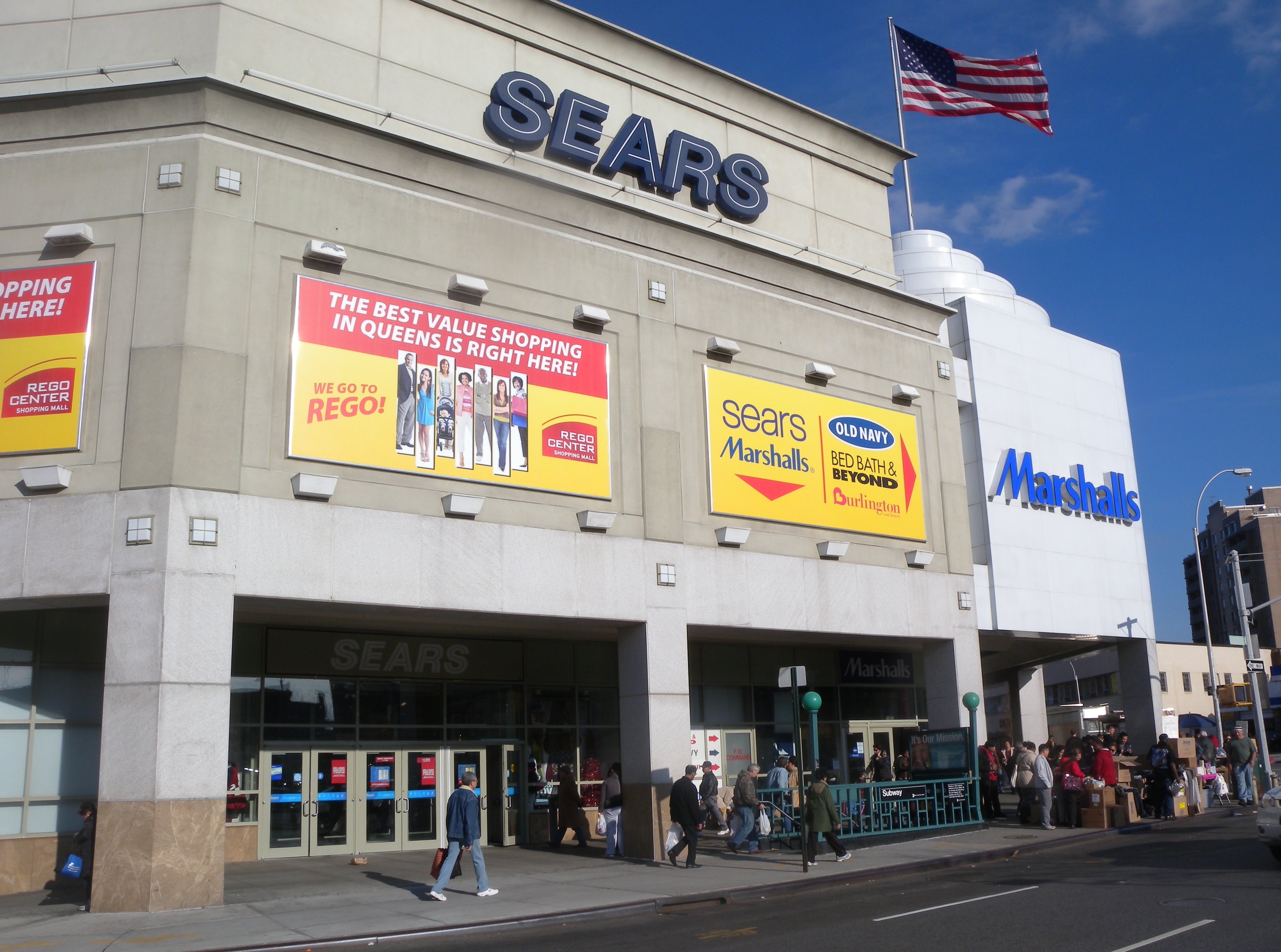
Hình ảnh năm 2011 của một cửa hàng lớn của Sears với ga tàu điện ngầm ở Công viên Rego, Queens, Thành phố New York, New York. Địa điểm này đã đóng cửa vào năm 2017.

Bởi vì nó thường không thể tiếp cận được với người đi bộ và thường chỉ có thể đến được bằng xe cơ giới, cửa hàng lớn đã bị chỉ trích như không bền vững và là thất bại của quy hoạch đô thị.

## Cửa hàng lớn ở nhiều nước

### Úc

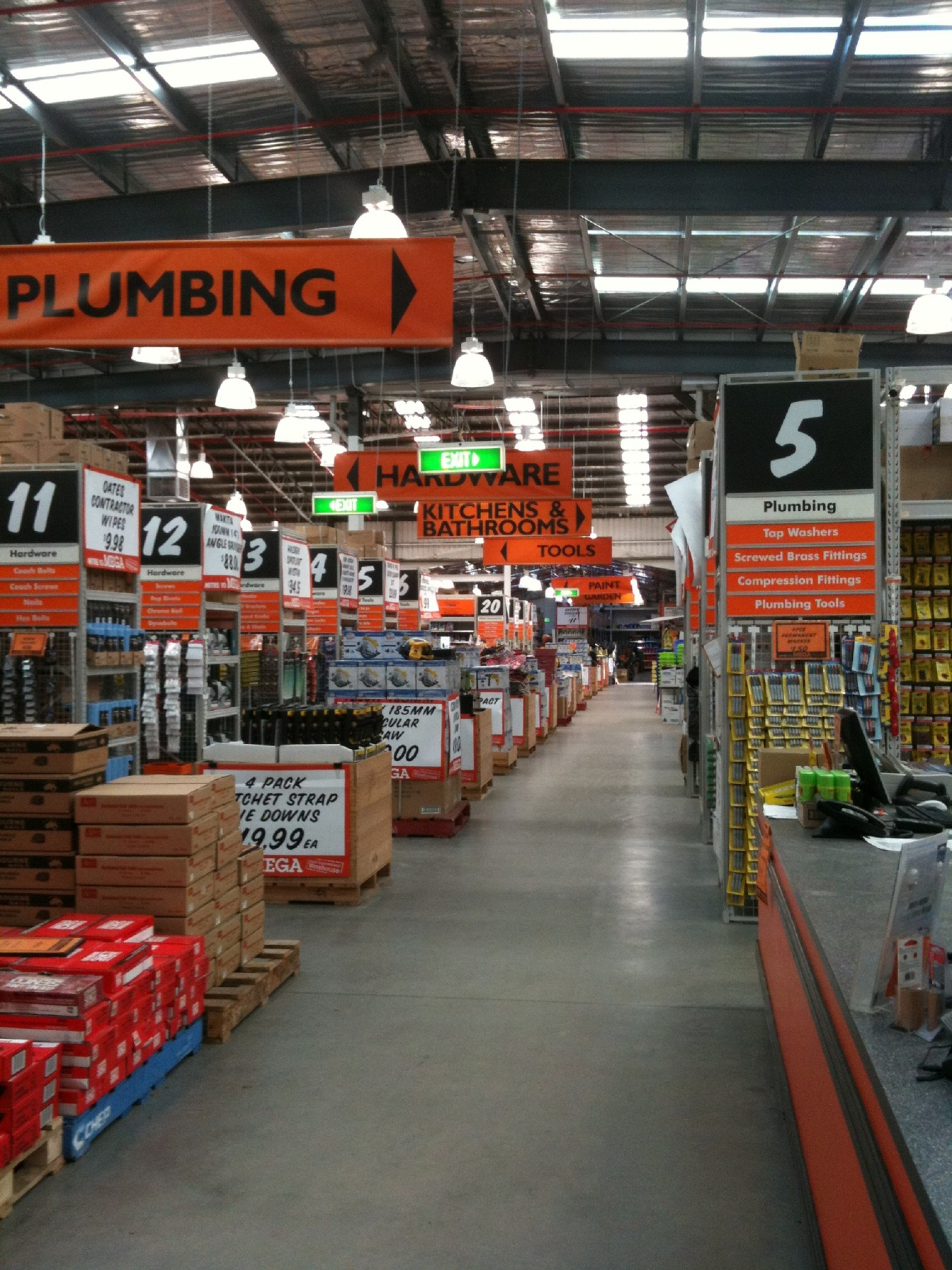
Nội thất của Mitre 10 MEGA, một cửa hàng phần cứng lớn ở Úc

Công ty đầu tiên ở Úc sử dụng mô hình cửa hàng lớn là IKEA bắt đầu hoạt động tại Úc vào năm 1975. Kho Bunnings tiếp theo vào năm 1995 và Mitre 10 Australia đã áp dụng mô hình này với các cửa hàng "Mitre 10 Mega" lần đầu tiên mở tại Beenleigh, Queensland năm 2004. Costco đã mở rộng trên khắp nước Úc kể từ khi mở cửa hàng đầu tiên vào năm 2009.

### Canada
Ngoài các cửa hàng lớn của Mỹ như Walmart Canada và Target Canada hiện không còn tồn tại, có rất nhiều chuỗi bán lẻ hoạt động độc quyền tại Canada. Chúng bao gồm các cửa hàng như (theo sau mỗi dấu gạch chéo là chủ sở hữu) Hudson's Bay / Home Outfitters, loblaws / Real Canada Superstore, Rona, Winners / HomeSense, Canada Tyre / Mark's / Sport Chek, Shoppers Drug Mart, Chapter / Indigo Books and Music, Sobey, và nhiều người khác. Công ty TNHH loblaw bản địa đã mở rộng và nhân rộng các cửa hàng mang thương hiệu Real Canada (và Maxi &amp; Cie ở Quebec) để cố gắng lấp đầy bất kỳ thị trường cửa hàng lớn chính hãng nào và chống lại sự cạnh tranh gây thiệt hại mà một sự thâm nhập Walmart lớn sẽ gây ra cho nhà bán lẻ Canada.
Đầu thế kỷ 21, các nhà phát triển thương mại ở Canada như RioCan đã chọn xây dựng các cửa hàng lớn (thường được nhóm lại trong cái gọi là " trung tâm quyền lực ") thay cho các trung tâm mua sắm truyền thống. Ví dụ như Deerfoot Meadows (Calgary), Trung tâm mua sắm Stonegate và Ngã tư Preston (Saskatoon), South Edmonton Common (Edmonton) và Trung tâm thị trấn Heartland (Mississippi).
Hiện tại có hơn 300 trung tâm quyền lực, thường chứa nhiều cửa hàng lớn, được đặt trên khắp Canada.

### Trung Quốc
Hầu hết các cửa hàng tạp hóa lớn ở Trung Quốc thuộc loại lớn, bán TV màn hình lớn, máy tính, điện thoại di động, xe đạp và quần áo. Nhiều thương hiệu nước ngoài xuất hiện, như Carrefour, Auchan, Tesco, Lotte Mart, và Walmart, cũng như hàng chục chuỗi của Trung Quốc. Hầu hết các cửa hàng là ba tầng với thang cuốn di chuyển theo kiểu vỉa hè. Một số cửa hàng lớn đến mức có 60 thiết bị đầu cuối thanh toán và đội xe buýt riêng để đưa khách hàng đến cửa hàng miễn phí.

#### Hồng Kông

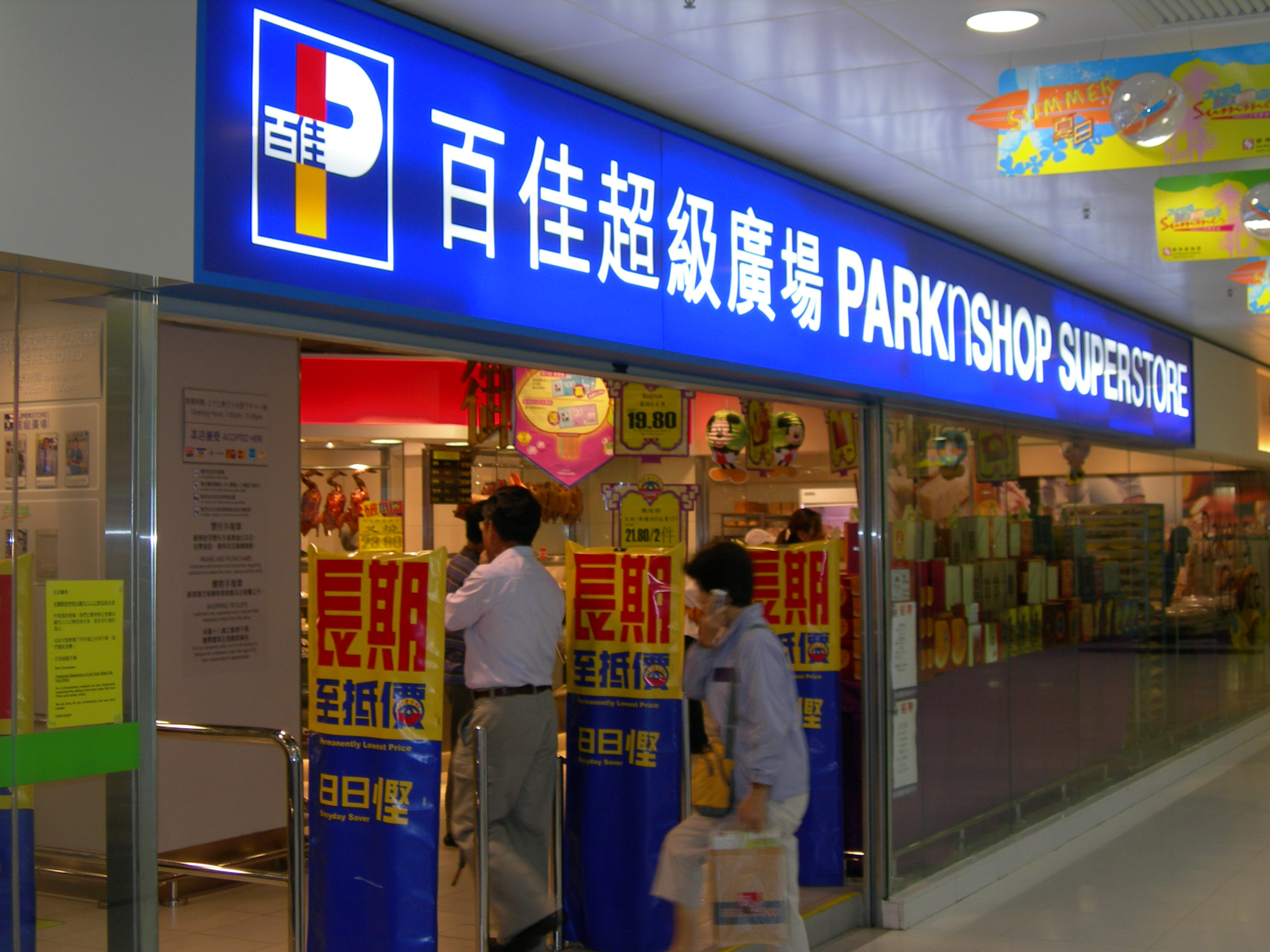
Một cửa hàng ở Hồng Kông

Để chống lại Carrefour, PARKnSHOP đã mở siêu cửa hàng đầu tiên vào năm 1996 dựa trên khái niệm thị trường ướt. Hầu hết các siêu cửa hàng ở Hồng Kông đều nhấn mạnh việc mua sắm một cửa, chẳng hạn như cung cấp dịch vụ đỗ xe. Ngày nay, PARKnSHOP có hơn 50 siêu cửa hàng và cửa hàng siêu lớn, khiến nó trở thành mạng lưới siêu cửa hàng lớn nhất ở Hồng Kông. Siêu cửa hàng Wellcome đầu tiên được mở vào năm 2000 và nó chỉ có 17 siêu cửa hàng. Ngoài ra, CRC có bốn siêu cửa hàng ở Hồng Kông.
Tuy nhiên, vì Hồng Kông là một thành phố chật hẹp, nên quy mô của các siêu cửa hàng nhỏ hơn đáng kể so với các quốc gia khác. Một số siêu cửa hàng đang bị thâm hụt, chẳng hạn như Chelsea Heights, do đó đã ngừng bán cá tươi. Hơn nữa, một số siêu cửa hàng và siêu thị của PARKnSHOP, như Fortress World, thuộc cùng một công ty, Hutchison Whampoa.

### Pháp
Nhiều cấu hình tồn tại: đại siêu thị bán nhiều loại hàng hóa dưới một mái nhà (như các chuỗi của Pháp Carrefour, Auchan và E.Leclerc), hầu hết được tích hợp trong một trung tâm mua sắm; siêu thị là phiên bản nhỏ hơn của đại siêu thị; chợ nằm ở trung tâm thành phố; cửa hàng bách hóa, lần đầu tiên xuất hiện ở Paris, sau đó được mở ở những nơi khác trên thế giới; siêu cửa hàng "sát thủ danh mục" chủ yếu bán hàng hóa trong một lĩnh vực cụ thể (ô tô, điện tử, nội thất gia đình, v.v.); và các cửa hàng kho.

### Ấn Độ
Ấn Độ hiện đang trải qua một cuộc cách mạng bán lẻ, sau sự ra đời của Big Bazaar năm 2001. Tuy nhiên, ngay cả trước đó, các cửa hàng bán lẻ lớn không phải là hiếm ở Ấn Độ. Spencer's, một đại siêu thị phổ biến, có lịch sử bắt đầu từ năm 1863. Tương tự, các tập đoàn, như Bharti, Godrej, Reliance và TATA, trong thập kỷ qua đã mạo hiểm vào các chuỗi bán lẻ quy mô lớn. Tuy nhiên, hầu hết các cửa hàng mở tại các trung tâm lớn và không phải là cửa hàng định dạng lớn độc lập, mặc dù các doanh nghiệp vừa và nhỏ (SME) vẫn chiếm phần lớn nhu cầu giao dịch tiêu dùng hàng ngày. Tuy nhiên, chuỗi bán lẻ tiêu dùng thành công nhất đã chiếm lĩnh thị trường và thâm nhập vào các thành phố cấp 2 và cấp 3 là D Mart, thuộc sở hữu của Avenue Supermmarket Limited.
Một nỗ lực đã được thực hiện để cho phép các nhà bán lẻ định dạng lớn quốc tế như Walmart vào nước này. Tuy nhiên, nó đã chống lại thành công bởi các nhà bán lẻ nhỏ bằng cách loại bỏ công việc do tăng hiệu quả và giảm giá do ít tổn thất hơn và chi phí thấp hơn.
Cửa hàng định dạng lớn thực sự của Ấn Độ đã được IKEA mở tại thành phố Hyderabad.

### Cộng hòa Ireland
Ở Ireland, các cửa hàng lớn theo phong cách siêu cửa hàng Hoa Kỳ không phải là một phần của ngành bán lẻ cho đến cuối thế kỷ 20. Theo truyền thống, Dunnes Stores có mô hình siêu thị cộng với hộ gia đình và quần áo và hiện có một số cửa hàng lớn. Tesco Ireland hiện vận hành 19 đại siêu thị trên cả nước.

### New Zealand
Hiện tượng cửa hàng lớn tấn công New Zealand vào cuối những năm 1980, với sự ra đời của Kmart Australia và sau đó là siêu cửa hàng " Kho", một công ty địa phương. Mitre 10 New Zealand đã mở Mega đầu tiên vào năm 2004 tại Hastings, New Zealand sáu tháng trước cửa hàng Mega của Úc; nó đã mở ra thành công lớn với 20 cửa hàng nữa mở trong vòng hai năm. Bunnings Warehouse thuộc sở hữu của Úc đã mở cửa hàng đầu tiên tại New Zealand vào năm 2006.

### Vương quốc Anh
Tại Vương quốc Anh, các cửa hàng câu lạc bộ kho chỉ dành cho thành viên của Makro và Costco đã tồn tại được 3 thập kỷ. Các cửa hàng kinh doanh tổng hợp dọc theo các siêu cửa hàng của Hoa Kỳ không chiếm phần lớn ngành bán lẻ, nhưng điều này đã thay đổi trong những năm gần đây, với việc tạo ra các siêu thị cực lớn như Tesco và Asda bán nhiều loại hàng phi thực phẩm hơn, thường là ở các trung tâm mua sắm ngoài thành phố hoặc công viên bán lẻ. Như ở Mỹ, các cửa hàng lớn như vậy đôi khi được gọi là người thuê mỏ neo. Sự tăng trưởng của bán lẻ trực tuyến và bán lẻ ngân sách đã dẫn đến các chuỗi này di chuyển ra khỏi các siêu thị lớn ngoài thành phố đã trở nên phổ biến.
Thuật ngữ "cửa hàng lớn" không được sử dụng ở Anh. "Siêu cửa hàng" đôi khi được sử dụng, nhưng với một ý nghĩa hơi khác: trên bảng chỉ đường có nghĩa là "siêu thị lớn"; trong tên cửa hàng tự phục vụ, nó biểu thị một cửa hàng lớn hơn kích thước thông thường của chuỗi đó.

### Hoa Kỳ

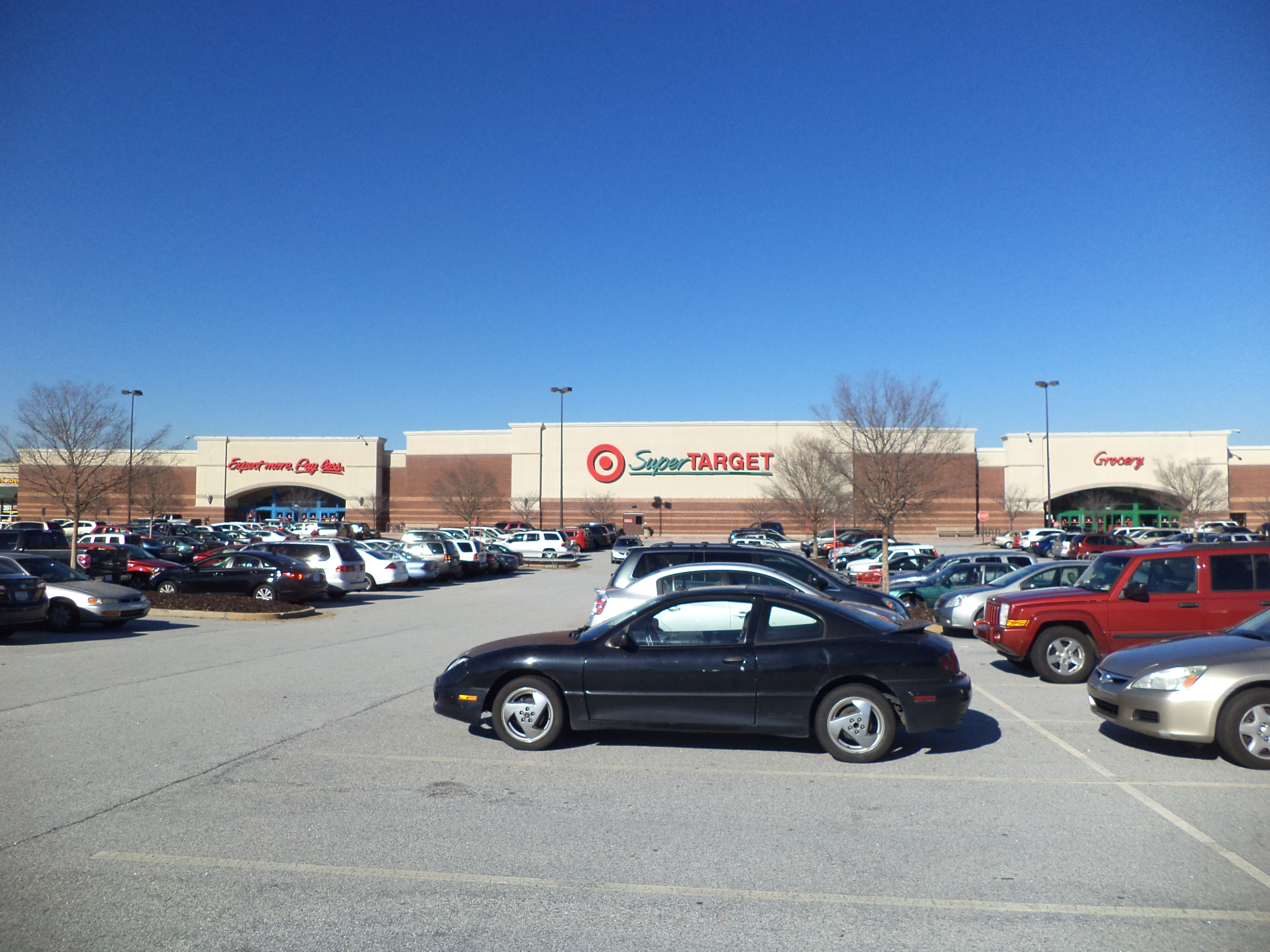
Bên ngoài một SuperTarget ở McDonough, Georgia

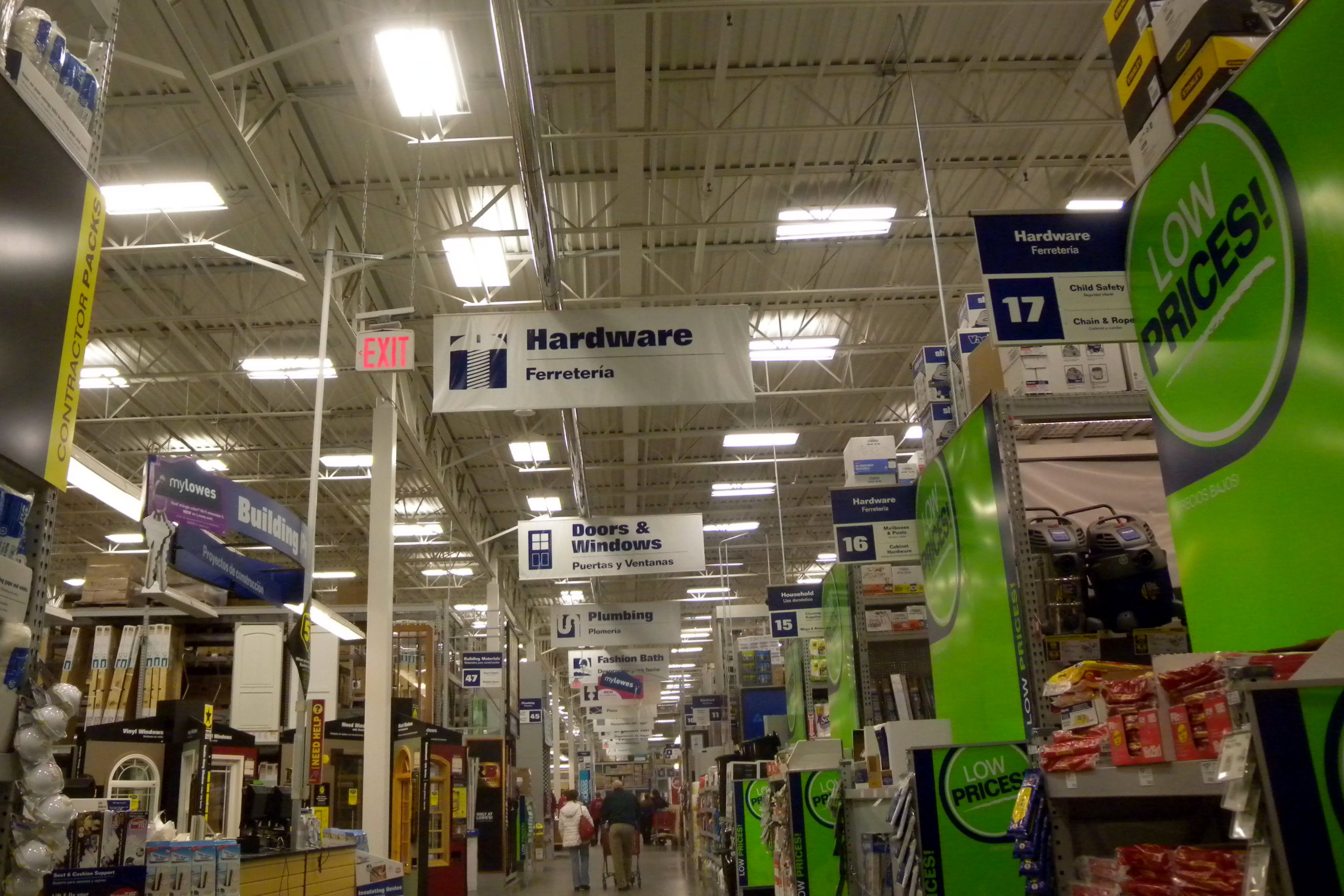
Bên trong một cửa hàng phần cứng lớn của Lowe ở Brooklyn

Tại Hoa Kỳ, siêu cửa hàng thường là một loại cửa hàng bách hóa, tương đương với đại siêu thị trong thuật ngữ châu Âu. Tuy nhiên, đôi khi nó đề cập đến các nhà bán lẻ danh mục sát thủ chuyên biệt.
Thường được liên kết với các chuỗi lớn như Target và Walmart, một siêu cửa hàng bán nhiều loại sản phẩm, như đồ chơi, đồ điện tử, quần áo, tạp hóa, đồ nội thất, đồ thể thao và vật tư ô tô. Những loại cửa hàng này quảng cáo "mua sắm một cửa", nơi khách hàng có thể dừng lại chỉ một lần tại cửa hàng của họ và mua mọi thứ họ cần hoặc muốn. Hầu hết các siêu cửa hàng nằm ở một cấp độ, không giống như các cửa hàng bách hóa khác thường đa cấp.
Meijer thường được ghi nhận là tiên phong trong khái niệm siêu cửa hàng ở Hoa Kỳ. Siêu cửa hàng Meijer đầu tiên được mở tại Grand Rapids, Michigan vào năm 1962. Ngược lại, Walmart đã không mở Siêu trung tâm đầu tiên cho đến năm 1988.
Các siêu cửa hàng không nên nhầm lẫn với các cửa hàng câu lạc bộ kho, chẳng hạn như Câu lạc bộ Sam, Costco và Câu lạc bộ bán buôn của BJ. Trong khi nhiều siêu thị lớn như một số cửa hàng kho và hầu hết đều giống nhau về mặt kiến trúc, chúng khác nhau về mặt thương mại. Siêu cửa hàng không yêu cầu khách hàng mua số lượng lớn các mặt hàng, họ cũng không yêu cầu phải có tư cách thành viên mới được mua sắm. Cửa hàng câu lạc bộ kho không được coi là "cửa hàng lớn".